# Roundstone
Roundstone - британская рок-группа из Лондона, основанная в 2006 году бывшим участником Keane Домиником Скоттом.

## Формирование группы
Доминик Скотт взял творческую паузу после ухода из Keane в 2001, чтобы выучиться по экономической специальности в London School of Economics. Но, обучаясь в колледже Goodenough он организовал дуэт со своим другом Эндрю Морганом. Они пригласили Алистера Уотсона, а затем и Бенджамина Сэлмона, образовав таким образом музыкальную группу "Babygrand". Первый концерт состоялся в мае 2006 в Electroacoustic Club в Лондоне, как выступление гитарного квартета, но вскоре коллектив принял вид более стандартного рок-бэнда.
Спустя год коллектив меняет название на Roundstone, после посещения одноимённой ирландской деревни в Коннемара, Голуэй, а также проводит рокировку в составе - бас-гитарист Морган меняется местом с клавишником Уотсоном.
В начале 2009 группа выпускает дебютный альбом - DNA Unwinding, в который вошло 10 композиций. После выходит клип на одну из песен альбома - Cells. В мае 2010 выходит мини-альбом "Russian Winter EP", а в июне группа выступает на фестивале в Вулвиче. После этого, Roundstone заметно снижает активность, и по состоянию на апрель 2012 де-факто не существует.

## Состав
- Доминик Скотт - вокал, гитара.
- Алистер Уотсон - бас-гитара.
- Эндрю Морган - клавишные.
- Бенджамин Сэлмон - ударные.

## Дискография

### DNA Unwinding (2009)
| №                   | Название              | Длительность |
| ------------------- | --------------------- | ------------ |
| 1.                  | «Nightbus»            | 3:51         |
| 2.                  | «Thinnest of Threads» | 3:41         |
| 3.                  | «Diamonds»            | 3:10         |
| 4.                  | «Trouble»             | 3:06         |
| 5.                  | «Wake Up Call»        | 4:44         |
| 6.                  | «Want Of Trying»      | 3:19         |
| 7.                  | «Gateway Face»        | 3:34         |
| 8.                  | «Sleepwalker»         | 3:43         |
| 9.                  | «Hopes»               | 5:11         |
| 10.                 | «Cells»               | 4:18         |
| Общая длительность: | Общая длительность:   | 35:37        |

### Russian Winter EP (2010)
| №                   | Название            | Длительность |
| ------------------- | ------------------- | ------------ |
| 1.                  | «Stones Unturned»   | 4:15         |
| 2.                  | «London Rome»       | 5:19         |
| 3.                  | «Lions and Tigers»  | 4:19         |
| Общая длительность: | Общая длительность: | 13:43        |

## Концерты
В основном группа выступает в различных местах и районах Лондона - Dublin Castle, Bar Fly, Camden, Hoxton Square.